# Филатов, Николай Николаевич (медик)
Никола́й Никола́евич Фила́тов (28 мая 1954, Северо-Задонск — 4 февраля 2021, Москва) — советский и российский учёный, профессор, доктор медицинских наук, член-корреспондент РАН c 2016 года. Заместитель директора по науке НИИ вакцин и сывороток имени Мечникова, заведующий кафедрой эпидемиологии Сеченовского университета. С конца 1980-х годов до 2012 года — главный санитарный врач Москвы.
Получил известность также благодаря резкой критике мер властей, предпринятых в 2020 году для сдерживания распространения COVID-19 в России.

## Биография
Родился 28 мая 1954 года в Северо-Задонске (Тульская область). В 1977 году окончил санитарно-гигиенический факультет Первого Московского медицинского института, после его окончания, три года работал врачом-эпидемиологом на судостроительном заводе в Комсомольске-на-Амуре. Вернувшись в Москву, работал на санитарно-эпидемиологической станции Ленинского района. В 1988 году был назначен заведующим отделом эпидемиологии санитарно-эпидемиологической службы (СЭС) Москвы. В 1993 году был избран на должность главы управления федеральной службы по надзору в сфере защиты прав потребителей и благополучия человека по Москве, главного государственного санитарного врача по Москве, данную должность он занимал вплоть до 2012 года. В 1996 году был удостоен степени кандидата медицинских наук, а в 1999 году — степени доктора медицинских наук, а также звания профессора. В 2014 году окончил курс: психолого-педагогические основы высшего медицинского и фармацевтического образования. В 2016 году был избран членом-корреспондентом РАН.

### Смерть
В середине января 2021 года Филатов сообщил о своём заражении COVID-19; известно, что заболевание стало причиной его госпитализации. Он умер 4 февраля 2021 года, в возрасте 66 лет, в Москве. Официально причина смерти объявлена не была. Похоронен на Кунцевском кладбище в Москве (участок № 10).

## Научные работы, открытия и публикации
Николай Филатов — автор более 300 научных трудов, среди которых:
- Научная работа «Экостан»: система экологической оценки техногенного загрязнения окружающей среды и здоровья человека.
- монографии[13][14][15],
- вузовские учебники[16],
- учебно-методические пособия[17].

## Выступления в СМИ
В марте 2020 года Н. Филатов в интервью изданию «Бизнес Online» заявил, что COVID-19 значительно менее контагиозен, чем грипп, что летальность свиного гриппа составляла 18 %, птичьего гриппа (H7N9) — 34 %, однако эти инфекционные вспышки не вызвали катастрофы и не сопровождались той шумихой, которую вызвал COVID-19.
Позднее, в мае 2020 года, он сообщил тому же изданию, что 20 апреля, будучи в качестве эксперта приглашён для обсуждения стратегии борьбы с COVID-19 на встречу с Президентом Российской Федерации, высказал мнение, что «нужно выпустить детей и открыть зоны отдыха», но не сумел убедить в своей правоте остальных участников совещания.
В том же майском интервью Н. Филатов спрогнозировал падение заболеваемости COVID-19 летом 2020 года и последующую утрату актуальности этого заболевания:

Осенью об этом как о теме дня вспоминать никто не будет. Может быть, какие-то несколько очагов появятся, но это уже не будет никакой проблемой. Люди перестанут от этого умирать, потому что слабовирулентный возбудитель не способен запустить механизм неадекватного иммунного ответа.

## Награды
- 1997 — Кавалер ордена Дружбы
- Заслуженный врач Российской Федерации
- Премия Правительства Российской Федерации в области образования 2013 года (12 ноября 2013) — за цикл трудов "Учебно-методическое обеспечение непрерывного образовательного процесса по подготовке медицинских кадров по специальности "Паразитология"